# Europamesterskaberne i amatørboksning 1977
Europamesterskaberne i amatørboksning 1977 blev afviklet fra den 28. maj til den 5. juni 1977 i Halle i DDR. Det var 22. gang, der blev afholdt EM for amatørboksere. Turneringen blev arrangeret af den europæiske amatørbokseorganisation EABA. Der deltog 146 boksere fra 23 lande.
Bedste nation blev Sovjetunionen, der opnåede 5 guld, 1 sølv og 2 bronze i de 11 vægtklasser. Østblokkens boksere dominerede massivt turneringen, og ingen boksere fra Vesteuropa nåede finalerne. Danmark opnåede ingen medaljer.

## Danske deltagere
Danmark stillede med kun en enkelt deltager til turneringen, Finn Nielsen fra Køge BK i sværvægt. Finn Nielsen mødte i sin første kamp den rumænske mester Mircea Simon, der året inden havde vundet sølv ved OL i Montreal. Finn Nielsen opgav i kampens anden omgang.

## Medalvindere
| Event                           | Guld                              | Sølv                              | Bronze                                                  |
| ------------------------------- | --------------------------------- | --------------------------------- | ------------------------------------------------------- |
| Letfluevægt (– 48 kilogram)     | Henryk Średnicki Polen            | Georgi Georgiev Bulgarien         | Anatolij Klujev Sovjetunionen Philip Sutcliffe Irland   |
| Fluevægt (– 51 kilogram)        | Leszek Błażyński Polen            | Aleksandr Tkatjenko Sovjetunionen | Plamen Kamburov Bulgarien Nuri Eroğlu Tyrkiet           |
| Bantamvægt (– 54 kilogram)      | Stefan Förster DDR                | Teodor Dinu Rumænien              | Manfred König Vesttyskland Dimitar Pehlivanov Bulgarien |
| Fjervægt (– 57 kilogram)        | Richard Nowakowski DDR            | Roman Gotfryd Polen               | Viktor Rybakov Sovjetunionen Titi Tudor Rumænien        |
| Letvægt (– 60 kilogram)         | Ace Rusevski Jugoslavien          | Christian Zornow DDR              | René Weller Vesttyskland Abdel Kerzazi Frankrig         |
| Letweltervægt (– 63,5 kilogram) | Bogdan Gajda Polen                | Ulrich Beyer DDR                  | Calistrat Cuțov Rumænien Memet Bogujevci Jugoslavien    |
| Weltervægt (– 67 kilogram)      | Valerij Limasov Sovjetunionen     | Karl-Heinz Krüger DDR             | Vasile Cicu Rumænien Plamen Jankov Bulgarien            |
| Letmellemvægt (– 71 kilogram)   | Viktor Savtjenko Sovjetunionen    | Markus Intlekofer Vesttyskland    | Jerzy Rybicki Polen Kalevi Marjamaa Finland             |
| Mellemvægt (– 75 kilogram)      | Leonid Sjaposjnikov Sovjetunionen | Bernd Wittenburg DDR              | Ilya Angelov Bulgarien Svatopluk Žáček Tjekkoslovakiet  |
| Letsværvægt (– 81 kilogram)     | David Kvatjadze Sovjetunionen     | Ottomar Sachse DDR                | Ion Györfi Rumænien Rauno Pellikainen Finland           |
| Sværvægt (+ 81 kilogram)        | Jevgenij Gorstkov Sovjetunionen   | Jürgen Fanghänel DDR              | Mircea Şimon Rumænien Atanas Suvandshijev Bulgarien     |

## Medalfordeling nationer
*   Værtsnation ( DDR)
| Rank               | Nation                | Guld | Sølv | Bronze | Total |
| ------------------ | --------------------- | ---- | ---- | ------ | ----- |
| 1                  | Sovjetunionen (URS)   | 5    | 1    | 2      | 8     |
| 2                  | Polen (POL)           | 3    | 1    | 1      | 5     |
| 3                  | DDR (GDR)*            | 2    | 6    | 0      | 8     |
| 4                  | Jugoslavien (YUG)     | 1    | 0    | 1      | 2     |
| 5                  | Bulgarien (BUL)       | 0    | 1    | 5      | 6     |
| 5                  | Rumænien (ROU)        | 0    | 1    | 5      | 6     |
| 7                  | Vesttyskland (FRG)    | 0    | 1    | 2      | 3     |
| 8                  | Finland (FIN)         | 0    | 0    | 2      | 2     |
| 9                  | Frankrig (FRA)        | 0    | 0    | 1      | 1     |
| 9                  | Irland (IRL)          | 0    | 0    | 1      | 1     |
| 9                  | Tjekkoslovakiet (TCH) | 0    | 0    | 1      | 1     |
| 9                  | Tyrkiet (TUR)         | 0    | 0    | 1      | 1     |
| Total (12 nations) | Total (12 nations)    | 11   | 11   | 22     | 44    |

## Notable deltagere, der senere blev professionelle
- Colin Jones (Wales), der som professionel vandt EM med en knockoutsejr over Hans Henrik Palm i K.B. Hallen og som senere boksede uafgjort om VM-titlen
- Rene Weller (Vesttyskland), der som professionel blev europamester og senere satte titlen på spil mod Gert Bo Jacobsen i Wellers eneste nederlag i karrieren